# 古物
古物是指各時代、各族群經人為加工具有文化意義之藝術作品、生活及禮儀器物及圖書文獻等:12。或可供鑑賞、研究、發展、宣揚而具有歷史及藝術價值或經教育部指定之器物，分為一般古物、重要古物與國寶。